# Azurkronad juveltrast
Azurkronad juveltrast (Hydrornis baudii) är en hotad fågel i familjen juveltrastar som förekommer på Borneo. ¨

## Utseende och läte
Azurkronad juveltrast är en medelstor (17 cm) och bjärt färgad juveltrast. Hanen har lysande blå hjässa, svarta kinder, djupt rödbrun mantel, svarta vingar med vita teckningar och en blå stjärt. Strupen är vit, resten av undersidan djupt violblå. Honan har rostbeige hjässa och ovansida, medan den är beigefärgad från kinder till undergump. Sången består av en fallande, trestavig vissling, i engelsk litteratur återgiven som "ppor-wi-iil".

## Utbredning och systematik
Fågeln förekommer i urskogar på låg höjd på Borneo. Den behandlas som monotypisk, det vill säga att den inte delas in i några underarter.

## Status och hot
Azurkronad juveltrast tros minska kraftigt i antal till följd av habitatförlust. Den är därför upptagen på internationella naturvårdsunionen IUCN:s röda lista över hotade arter, kategoriserad som sårbar (VU).

## Namn
Fågelns vetenskapliga artnamn hedrar Jean Chrétien Baron Baud (1789–1859), generalguvernör i Nederländska Ostindien 1833–1836.